# Keserüi Dajka János
Keserüi Dajka János (Érkeserű, 1580 – Gyulafehérvár, 1633. május 18.) református lelkész, az Erdélyi református egyházkerület püspöke 1618-tól haláláig, egyházi író, Bethlen Gábor udvari papja.

## Életpálya
Érkeserűn született 1580-ban. 1600. január 24-én a Debreceni Református Kollégiumba iratkozott be (a felső iskolai osztályba), ahol dékán is volt. 
1607. augusztus 15-én iratkozott be a wittenbergi egyetemere, ahonnan 1608-ban Marburgba ment tovább tanulni, majd 1609. május 24-től a Heidelbergi Egyetemen folytatta tanulmányait, ahova Joh. Dajka Keserüi, ő maga pedig egyik könyvének táblájára pedig így írta nevét: Sum Joannis D. Keseruini. 
Hazatérve, 1611-től nagyváradi lelkész lett.1615-ben innen hívta Bethlen Gábor Gyulafehérvárra udvari papjának és tanácsadójának. Jelen volt a fejedelem moldvai és más táborozásaiban. 1617-ben nyilvános vitát tartott Csanádi Pállal a fejedelem jelenlétében. Ugyanebben az évben Bethlen Gábor fejedelem „tiszta életéért, eszességéért, tudományáért s feddhetetlen erkölcséért” címeres nemeslevéllel nemesi rangra emeli.
1618. november 18-án az erdélyi egyházkerület püspökévé tette. Ebben a minőségében kiváló buzgalmat tanúsított a református egyház megszilárdításában és főleg az unitárius eszmék befolyása ellen védelmezésében. 
Jelentős része volt a halála után kiadott, a püspöki székét öröklő Geleji Katona István nevéhez kapcsolódó hivatalos énekeskönyv, az Öreg Graduál összeállításában, melyet Geleji 1636-ban adott ki Gyulafehérváron.

## Munkái
- Az Tiszteletes es Böcsületes..., Debrecen, 1613
- Exeqviarum Caeremonialium, Gyulafehérvár, 1624
- Az keresztyeni üdvözítö hitnek..., Gyulafehérvár, 1636
- Antiqua non minus atque inclyta est Bethlenorum in Transsylvania prosapia, Heidelberg, 1609